# First foot
En el folclore escocés, inglés del norte, y manés, el first foot (primer pie; Gaélico escocés: ciad-chuairt, idioma manés: quaaltagh/qualtagh) es la primera persona que entra la casa el Día de Año Nuevo, y se considera un portador de buena suerte para el año venidero. Se encuentran costumbres similares en las tradiciones griegas, vietnamitas, y georgianas de año nuevo.

## Origen
El origen del primer pie es incierto, aunque puede ser una conexión a la invasión vikinga en las Islas Británicas: "Es posible que se remonte a la época de los vikingos cuando el arribo de un desconocido rubio a su umbral sería la causa de miedo y alarma".
Muchas de las costumbres del primer pie (llevar carbón, tocar a la puerta, cantar Auld Lang Syne para pasar del año viejo al nuevo), son paralelas a esas de Samhain en las que se prendían hogueras e iban de puerta en puerta recitando versos o canciones para comida.

Hay muchas costumbres muy transferibles a través del periodo entre Samhain … Navidad, y Año Nuevo. Queda poco claro si esto representa una tendencia natural de transferir celebraciones que iluminan los meses apagados de invierno o un esfuerzo religioso coordinado por disipar o transformar festividades completamente paganas, pero una combinación de factores es probable.

## Bretaña

### El norte de Inglaterra
La tradición de first foot varía de lugar en lugar en el norte de Inglaterra. Por lo general, se prefiere un hombre alto de pelo oscuro a un hombre rubio o una mujer. Hay variaciones regionales con respecto al color del pelo del first foot, pero normalmente hay que ser varón. En Yorkshire del Este, el primer pie debe tener pelo oscuro, pero según los North York Moors, debe ser rubio.
A menudo se espera que el primer pie lleve regalos simbólicos, y reciba comida y bebida a cambio por parte de los habitantes del hogar que visita.

El first foot no entra a la casa con las manos vacías—algunos first footers que llegan sin nada llevan mala suerte con ellos. En lugar de eso, el first foot debe llevar una selección de regalos para el hogar que puede incluir una moneda de plata, shortbread o un black bun, sal, carbón, y una bebida, normalmente whisky. Representan prosperidad, comida, sabor, calor para la casa, y alegría—se usa el whisky para brindar por el Año Nuevo.

### Escocia
La costumbre de first foot aún es común a través Escocia y varía de lugar en lugar como una parte de las celebraciones de Hogmanay. La suerte que el first foot lleva con él determina la suerte para el hogar por el resto del año.
Por lo general, el first foot debe ser un hombre alto de pelo oscuro que no está en la casa cuando el reloj da la medianoche. En muchas regiones, el first foot debe llevar con él regalos simbólicos como carbón, monedas, whisky, o black buns. Comida y bebida serán dados al primer pie y algunos otros huéspedes. Muchas veces, mujeres y hombres rubios o pelirrojos son considerados de muy mal agüero. En Escocia, el first foot ha sido tradicionalmente más elaborado que en Inglaterra e involucra entretenimiento subsecuente.

## Isla de Man
En la Isla de Man, la costumbre de first food ha sido una tradición larga. En su libro Folklore of the Isle of Man (Folclore de la Isla de Man), A. W. Moore describe la práctica:

El qualtagh (él o ella) también puede ser la primera persona que entra una casa por la mañana del Día de Año Nuevo. En este caso, es usual poner ante de él o ella los mejores alimentos que la familia se puede permitir. Se consideraba afortunado si el qualtagh fuera una persona (se prefería un hombre a una mujer), de complexión oscura, porque encontrar una persona de complexión clara en este momento, en particular si su pelo es rojo, se consideraba muy desafortunado.

Tradicionalmente, los jóvenes visitaban las casas en su área local en el Día de Año Nuevo. Recitaban un poema en el idioma manés en cada casa. Los chicos de pelo oscuro se consideraban afortunados para el hogar y se estaban dados los mejores alimentos que los habitantes tenían para compartir.
|  | La bendición del Año Nuevo en manés Ollick ghennal erriu as bleïn feer vie, Seihll as slaynt da’n slane lught thie. Bea as gennallys eu bio ry-cheilley, Shee as graih eddyr mraane as deiney. Cooid as cowryn, stock as stoyr. Palçhey phuddase, as skaddan dy-liooar. Arran as caashey, eeym as roayrt. Baase, myr lugh, ayns uhllin ny soalt. Cadley sauçhey tra vees shiu ny lhie, As feeackle y jargan, nagh bee dy mie. | La bendición del Año Nuevo en español Una Navidad feliz para ti, y un prospero año nuevo, Vida larga y salud a todo el hogar Su vida y alegría viven juntos, Paz y amor entre mujeres y hombres. Productos y riqueza, suministros y provisiones, Papas en abundancia y arenques suficientes. Pan y queso, mantequilla y carne, La muerte, como un ratón, en el corral del establo. Dormir de forma segura cuando te acuesta, Y el diente de la pulga, que no esté bien. |

## Fuera de las Islas Británicas
En el folclore serbio, el polaznik, (también polažajnik, polaženik, o radovan), es la primera persona que visita la familia en Navidad. Como la tradición del primer pie, se espera que la visita asegure buena suerte y bienestar para el hogar en el año venidero. A menudo, un niño o hombre es escogido de antemano para la visita por la mañana de Navidad.
Hay prácticas similares a first foot fuera de las Islas Británicas. Por ejemplo, existe en Suecia donde recibir un primer pie rubio es considerado la bendición más alta, mientras las personas más oscuras son consideradas mala suerte. En una tradición similar de Grecia se llama pothariko o podariko (de la raíz pod-, o 'pie'), se cree que la primera persona que entra la casa en la Nochevieja lleva la suerte buena o mala. Hasta la actualidad, muchos hogares mantienen esta tradición y escogen específicamente quien es el primero en entrar la casa. Después del first foot, la dama de la casa sirve a los huéspedes con dulces de Navidad o les da una cantidad de dinero para asegurar que la buena suerte vaya en el año nuevo.
Hay una tradición similar en el país de Georgia, donde la persona se llama მეკვლე meḳvle (de კვალი ḳvali – 'paso', 'huella'). En idioma mingreliano, se llama esta persona მაკუჩხური maḳučxuri (de კუჩხი ḳučxi – 'pie'); y en idioma esvano – მჷჭშხი məč̣šxi (de ჭიშხ č̣išx – 'pie').